# CPython

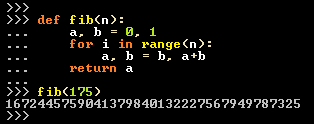
Ejemplo de código escrito en CPython.

CPython es la implementación oficial y más ampliamente utilizada[cita requerida] del lenguaje de programación Python. Está escrita en C. Además de CPython, hay otras implementaciones con calidad para producción: Jython, escrita en Java; IronPython, escrita para el Common Language Runtime y PyPy, escrita en un subconjunto del propio lenguaje Python. 
CPython es un intérprete de bytecode. Tiene una interfaz de funciones foráneas para varios lenguajes (incluyendo C, C++ y Fortran) con el que se pueden codificar bindings para bibliotecas escritas en lenguajes diferentes a Python.
Además de CPython, existen otras implementaciones de Python: Jython, IronPython, PyPy y Stackless Python.